# Giovan Girolamo Acquaviva
Giovanni Girolamo II Acquaviva d'Aragona fue un militar y poeta italiano nacido en Giulianova el 28 de mayo de 1663 y fallecido en Roma el 14 de agosto de 1709. 

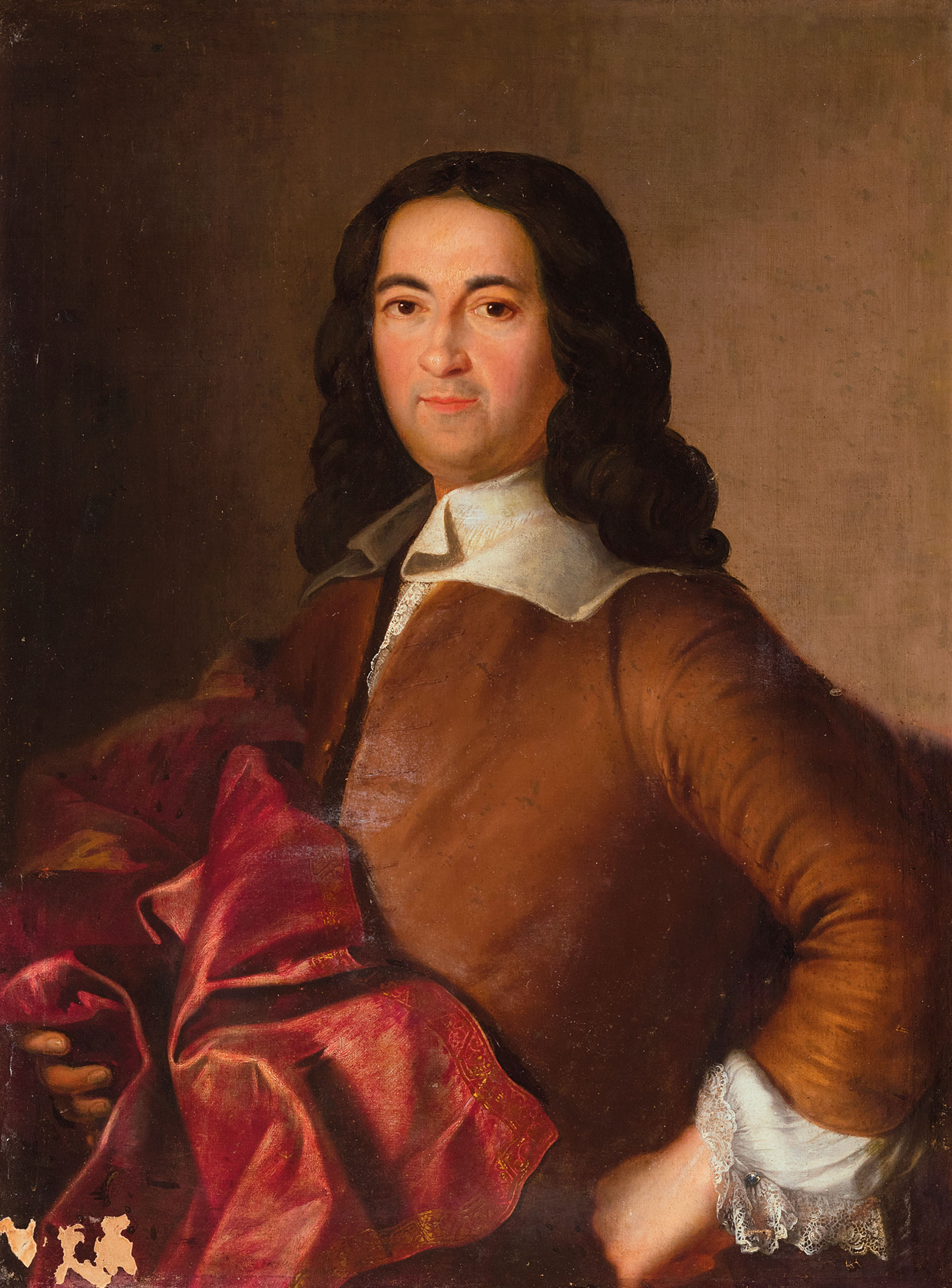
Giovan Girolamo Acquaviva

## Biografía
Hijo de Josías III y Francesca Caracciolo, descendiente de la poderosa familia Acquaviva de Nápoles, que gobernó durante siglos el señorío de Atri, en 1679 se convirtió en el decimocuarto duque de Atri y grande de España, sucediendo a su padre. 
Fue vicario general de Felipe V de España, trabajando con el virrey español de la lucha contra los bandidos, y en 1707 participó en la defensa de la fortaleza de Pescara por un cuerpo de expedición austriaco, en la guerra de sucesión española. Después de un asedio que duró más de dos meses, se vio obligado a rendirse y huyó primero a Ascoli Piceno y luego a Roma, con su hermano, el cardenal Francesco Acquaviva d'Aragona. 
Allí murió en 1709 y fue enterrado en la Iglesia de Santa Cecilia.

## El poeta
Fue miembro de la Academia de la Arcadia con el nombre de Idalmo Trigonio. Cuatro de sus sonetos se publicaron en 1717 en la colección Rime degli Arcadi, los otros cuatro estaban en la colección de la Rime dell'avvocato Gio. Batt. Felice Zappi, publicado por primera vez en 1723.